# Annahita Zamanian
Annahita Le Loc’h Zamanian Bakhtiari (in persiano آناهیتا زمانیان بختیاری‎; Londra, 19 febbraio 1998) è una calciatrice francese, centrocampista del Parma.

## Biografia
Zamanian è nata a Londra da padre iraniano e madre francese ed è cresciuta in Svezia dove la famiglia si trasferì nel 2002.
Ha doppia cittadinanza francese e britannica ma non svedese, pur essendo cresciuta nel Paese scandinavo.
A livello internazionale rappresenta la Francia per le cui selezioni giovanili dalla U-16 alla U-20 ha militato.
Zamanian parla correntemente italiano, inglese, francese, persiano e svedese.

## Carriera

### Club
Nel 2013 viene notata dal Kopparbergs/Göteborg, club che gioca nella prima divisione svedese, che la mette sotto contratto.
Nell'agosto del 2018 Zamanian firma per il Paris Saint-Germain. Il 17 ottobre 2018 gioca la sua prima partita di Champions League con la maglia del Paris SG nella vittoria per 2-0 contro le svedesi del Linköping.
Il 2 gennaio 2020, dopo aver risolto il contratto con il PSG, firma per la Juventus. In tre stagioni in maglia bianconera ha vinto per tre volte il campionato italiano, una volta la Coppa Italia e due volte la Supercoppa italiana. 
Il 27 gennaio 2023, si trasferisce in prestito alla Fiorentina, sempre in Serie A, fino alla fine della stagione 2022-2023.
Il 1º agosto dello stesso anno, Zamanian viene ceduta a titolo definitivo al Sassuolo, ancora nella massima serie italiana.

### Nazionale
In assenza di passaporto svedese, le viene negata la possibilità di giocare per la Svezia. Decide quindi di giocare con la maglia della Francia, paese d'origine di sua madre.
Annahita Zamanian ha iniziato la carriera internazionale giocando per le squadre francesi U-16 e U-17, prima di essere chiamata nella rappresentativa U-20.
Ha partecipato al Mondiale Under-20 nel 2018, giocando titolare in quattro partite, prima che la Francia venisse eliminata in semifinale dalla Spagna.

## Statistiche

### Presenze e reti nei club
Statistiche aggiornate al 18 maggio 2025
| Stagione           | Squadra              | Campionato         | Campionato | Campionato | Coppe nazionali | Coppe nazionali | Coppe nazionali | Coppe continentali | Coppe continentali | Coppe continentali | Altre coppe | Altre coppe | Altre coppe | Totale | Totale |
| Stagione           | Squadra              | Comp               | Pres       | Reti       | Comp            | Pres            | Reti            | Comp               | Pres               | Reti               | Comp        | Pres        | Reti        | Pres   | Reti   |
| ------------------ | -------------------- | ------------------ | ---------- | ---------- | --------------- | --------------- | --------------- | ------------------ | ------------------ | ------------------ | ----------- | ----------- | ----------- | ------ | ------ |
| 2016               | Kopparbergs/Göteborg | DA                 | 11         | 2          | CS              | 3               | 1               | -                  | -                  | -                  | -           | -           | -           | 14     | 3      |
| 2017               | Kopparbergs/Göteborg | DA                 | 18         | 0          | CS              | 1               | 0               | -                  | -                  | -                  | -           | -           | -           | 19     | 0      |
| 2018               | Kopparbergs/Göteborg | DA                 | 5          | 2          | CS              | 0               | 0               | -                  | -                  | -                  | -           | -           | -           | 5      | 2      |
| Totale K. Göteborg | Totale K. Göteborg   | Totale K. Göteborg | 34         | 4          |                 | 4               | 1               |                    | -                  | -                  |             | -           | -           | 38     | 5      |
| 2018-2019          | Paris Saint-Germain  | D1                 | 7          | 0          | CF              | 2               | 1               | UWCL               | 3                  | 0                  | -           | -           | -           | 12     | 1      |
| 2019-gen. 2020     | Paris Saint-Germain  | D1                 | 0          | 0          | CF              | 0               | 0               | UWCL               | 2                  | 0                  | -           | -           | -           | 2      | 0      |
| Totale Paris SG    | Totale Paris SG      | Totale Paris SG    | 7          | 0          |                 | 2               | 1               |                    | 5                  | 0                  |             | -           | -           | 14     | 1      |
| gen.-giu. 2020     | Juventus             | A                  | 5          | 1          | CI              | 1               | 1               | UWCL               | -                  | -                  | SI          | -           | -           | 6      | 2      |
| 2020-2021          | Juventus             | A                  | 19         | 2          | CI              | 4               | 2               | UWCL               | 1                  | 0                  | SI          | 1           | 0           | 25     | 4      |
| 2021-2022          | Juventus             | A                  | 17         | 1          | CI              | 7               | 0               | UWCL               | 8                  | 1                  | SI          | 2           | 0           | 34     | 2      |
| 2022-gen. 2023     | Juventus             | A                  | 10         | 1          | CI              | 1               | 1               | UWCL               | 5                  | 1                  | SI          | 1           | 0           | 17     | 3      |
| Totale Juventus    | Totale Juventus      | Totale Juventus    | 51         | 5          | -               | 13              | 4               | -                  | 14                 | 2                  | -           | 4           | 0           | 82     | 11     |
| gen.-giu. 2023     | Fiorentina           | A                  | 10         | 2          | CI              | 1               | 0               | -                  | -                  | -                  | -           | -           | -           | 11     | 2      |
| 2023-2024          | Sassuolo             | A                  | 11         | 2          | CI              | 1               | 0               | -                  | -                  | -                  | -           | -           | -           | 12     | 2      |
| giu.-dic. 2024     | Sampdoria            | A                  | 9          | 0          | CI              | 1               | 0               | -                  | -                  | -                  | -           | -           | -           | 10     | 0      |
| gen.-giu. 2025     | Parma                | B                  | 12         | 2          | CI              | -               | -               |                    | -                  | -                  |             | -           | -           | 12     | 2      |
| 2025-2026          | Parma                | A                  | 0          | 0          | CI              | 0               | 0               | -                  | -                  | -                  | AWC         | 0           | 0           | 0      | 0      |
| Totale Parma       | Totale Parma         | Totale Parma       | 12         | 2          | -               | 0               | 0               | -                  | -                  | -                  | -           | -           | -           | 12     | 2      |
| Totale carriera    | Totale carriera      | Totale carriera    | 134        | 15         | -               | 22              | 6               | -                  | 19                 | 2                  | -           | 4           | 0           | 179    | 25     |

## Palmarès

### Club
- Campionato italiano: 3

Juventus: 2019-2020, 2020-2021, 2021-2022
- Supercoppa italiana: 2

Juventus: 2020, 2021
- Coppa Italia: 1

Juventus: 2021-2022